# Slank glansmygga
Slank glansmygga (Ptychoptera longicauda) är en tvåvingeart som först beskrevs av Tonnoir 1919.  Slank glansmygga ingår i släktet Ptychoptera och familjen glansmyggor. Enligt den svenska rödlistan är arten nära hotad i Sverige. Arten förekommer i Götaland och Öland. Artens livsmiljö är våtmarker, skogslandskap, sjöar och vattendrag. Inga underarter finns listade i Catalogue of Life.